# Merrick Glacier
Merrick Glacier är en glaciär i Antarktis. Den ligger i Östantarktis. Australien gör anspråk på området. Merrick Glacier ligger 23 meter över havet.
Terrängen runt Merrick Glacier är platt åt sydost, men åt nordväst är den bergig. Trakten är obefolkad. Det finns inga samhällen i närheten.